# Oblężenie Saguntu
Oblężenie Saguntu – starcie zbrojne, które miało miejsce w roku 219 p.n.e. i które stało się bezpośrednim powodem wybuchu II wojny punickiej.
W roku 220 p.n.e. mieszkańcy Saguntu (dzisiejsze w Sagunto w Hiszpanii) zaatakowali sprzymierzone z Kartagińczykami plemię Torboletów. W obronie sprzymierzeńców stanął Hannibal Barkas. Podczas gdy mieszkańcy Saguntu bezskutecznie starali się uzyskać pomoc w Rzymie, w roku 219 p.n.e. Hannibal obległ Sagunt (mimo żądań poselstwa rzymskiego, by zaniechał tego, kierowanego zarówno bezpośrednio do niego, jak i do władz kartagińskich w ich stolicy). Miasto otoczone było potężnymi murami, a jego obrońcy długo stawiali Kartagińczykom skuteczny opór. Dopiero po ośmiu miesiącach oblężenia Sagunt został zdobyty, a większość jego mieszkańców wymordowano. Zdobycie miasta i rzeź mieszkańców Saguntu wywołały gniew w Rzymie, który uznał ten fakt za naruszenie układu zawartego z Hazdrubalem i powód do rozpoczęcia nowej wojny z Kartaginą.